# 維多利亞山 (新南威爾斯州)
維多利亞山（英語：Mount Victoria）是位於澳大利亞新南威爾斯州藍山的一個小鎮。維多利亞山在地理上是大雪梨最西端的村莊和市區，位於藍山市之西部高速公路上，距離雪梨中央商業區西北偏西約120公里（75英里），海拔約1,052公尺（3,451 英尺）。根據2011年人口普查的數據顯示，維多利亞山的人口為823人。